# Верхний Шемордан
Ве́рхний Шеморда́н (тат. Югары Шәмәрдән) — деревня в Кукморском районе Республики Татарстан, в составе Ядыгерьского сельского поселения.

## Этимология
Топоним произошёл от татарского слова «югары» (верхний) и ойконима «Шәмәрдән» (Шемордан).

## География
Деревня находится в верховье реки Иныш, в 33 км к западу от районного центра, города Кукмора.

## История
Известна с 1678 года. В исторических документах упоминается как Крещёный Шемордан.
В XVIII — первой половине XIX века жители относились к сословию государственных крестьян. Их основные занятия в этот период — земледелие и скотоводство, был распространён портняжный промысел.
В 1874 году в деревне была открыта школа Братства святителя Гурия (крещёно-татарская, одноклассная, размещалась в собственном здании).
В начале XX века в деревне действовали 2 мечети, 2 заведения по выделке овчин, мелочная лавка. В этот период земельный надел сельской общины составлял 1235,2 десятины.
До 1920 года деревня входила в Ядыгерскую волость Мамадышского уезда Казанской губернии. С 1920 года в составе Мамадышского кантона ТАССР. С 10 августа 1930 года в Кукморском, с 1 февраля 1963 года в Сабинском, с 12 января 1965 года в Кукморском районах.
В 1930 году в деревне был организован колхоз, с 1994 года коллективное сельскохозяйственное предприятие «Восток», с 2001 года сельскохозяйственная ассоциация «Агрофирма «Восток», с 2007 года общество с ограниченной ответственностью «Восток».

## Население
| 1782 | 1859 | 1897 | 1908 | 1920 | 1926 | 1938 | 1958 | 1970 | 1979 | 1989 | 2002 | 2010 | 2017 |
| ---- | ---- | ---- | ---- | ---- | ---- | ---- | ---- | ---- | ---- | ---- | ---- | ---- | ---- |
| 138  | 506  | 625  | 634  | 828  | 574  | 532  | 324  | 244  | 214  | 175  | 188  | 172  | 178  |

Национальный состав
Согласно результатам переписи 2002 года, в национальной структуре населения села татары составляли 99% из 188 человек.

## Экономика
Жители работают преимущественно в обществе с ограниченной ответственностью «Восток», занимаются полеводством.

## Инфраструктура
Клуб.

## Религия
Мечеть (с 1994 г.).

## Известные люди
- В. С. Мавликов (1943—2015) — каменщик, Герой Социалистического Труда, заслуженный строитель ТАССР, кавалер орденов «Знак Почёта», Октябрьской Революции